# Saison 2017-2018 du FC Sochaux-Montbéliard
Chronologie
Saison précédente Saison suivante
La saison 2017-2018 est la quatorzième en deuxième division du Football Club Sochaux-Montbéliard. Le club, qui n'est jamais resté plus de trois ans éloigné de l'élite française du football, dispute sa quatrième saison consécutive à ce niveau. L'effectif professionnel est dirigé par Peter Zeidler, en poste depuis juin 2017 et qui résilie son contrat avec le FCSM en fin de saison.

## Compétitions

### Ligue 2
Calendrier des matchs de Ligue 2 du FCSM

#### Classement
| Rang | Équipe                 | Pts | J  | G  | N  | P  | Bp | Bc | Diff |
| ---- | ---------------------- | --- | -- | -- | -- | -- | -- | -- | ---- |
| 8    | Paris FC P             | 61  | 38 | 16 | 13 | 9  | 46 | 36 | +10  |
| 9    | LB Châteauroux P       | 60  | 38 | 17 | 9  | 12 | 50 | 50 | 0    |
| 10   | FC Sochaux-Montbéliard | 53  | 38 | 15 | 8  | 15 | 51 | 62 | −11  |
| 11   | AJ Auxerre             | 47  | 38 | 13 | 8  | 17 | 51 | 55 | −4   |
| 12   | US Orléans             | 46  | 38 | 12 | 10 | 16 | 52 | 61 | −9   |